# 富托格
45°14′N 19°43′E / 45.233°N 19.717°E

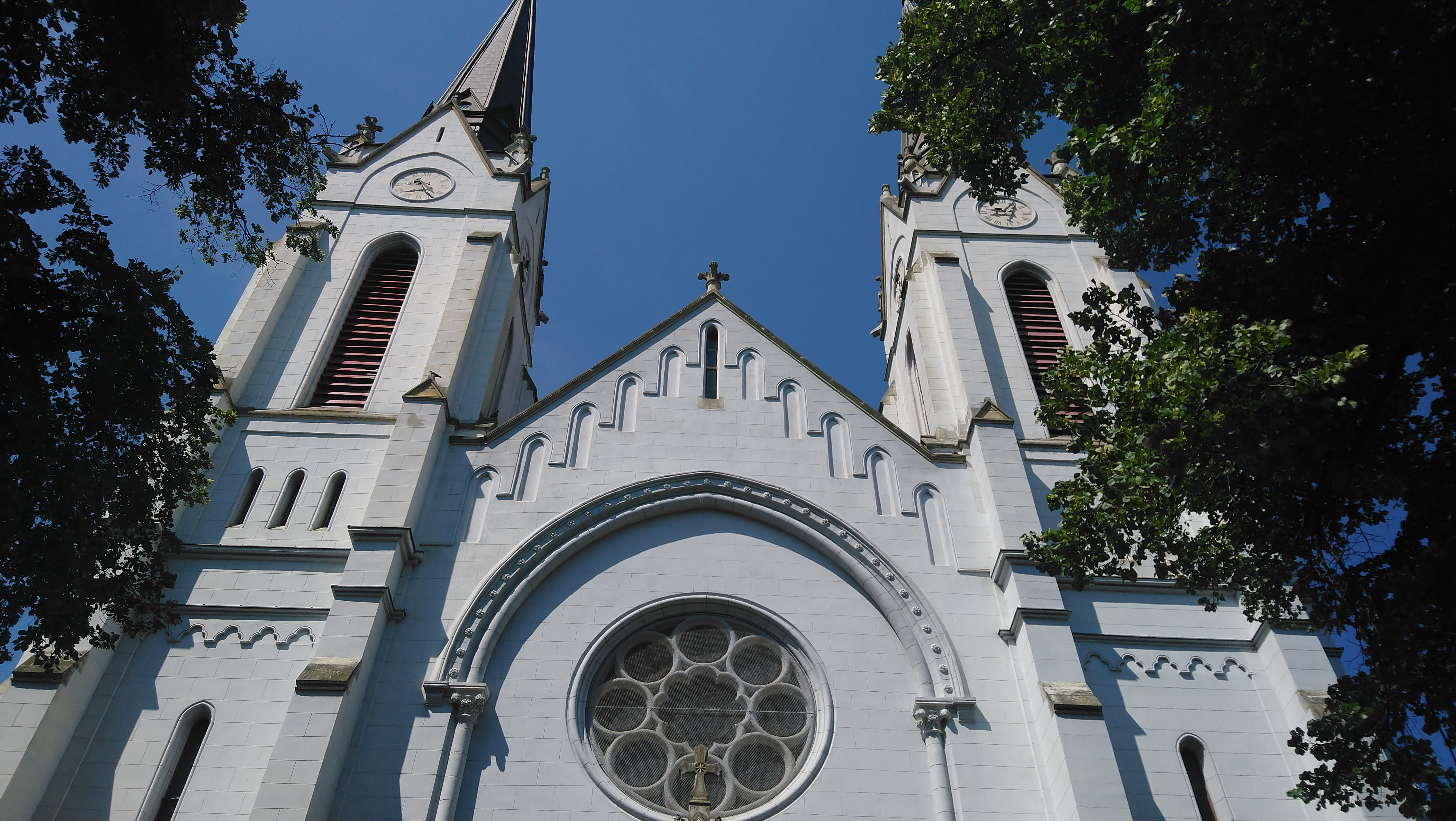
富托格

富托格（塞爾維亞語：Футог）是塞爾維亞的城鎮，由南巴奇卡州負責管轄，位於該國西北部，距離首府諾維薩德10公里，面積80平方公里，海拔高度85米，每年平均降雨量約700毫米，2011年人口18,269。

## 外部連結
- Futog.info
- Sports Hall Futog